# Teatro Nuovo (Firenze)
Il Teatro Nuovo è un teatro di Firenze.

## Storia e descrizione
Si tratta di un tipico esempio di teatrino, con sala rettangolare e palcoscenico, legato alle strutture ricreative e di ritrovo dell'associazionismo operaio: il Circolo ARCI Lippi costruito nel 1954 nel quartiere industriale di Rifredi, nei pressi dello stabilimento della Pignone.
Nel 1964 il Circolo venne dotato anche del nuovo spazio teatrale che però venne utilizzato all'inizio prevalentemente come cinematografo e discoteca. Successivamente invece è stato usato per attività teatrali e dal 1994 ospita una compagnia residente, "Il Grillo", che si segnala per produzioni e allestimenti legati al genere vernacolare. Inoltre qui viene svolta anche una consistente attività di laboratorio teatrale.
Dal gennaio 2015 ha assunto il nome ALIAS e vi vengono rappresentate oltre alle commedie in vernacolo fiorentino, anche serate di cabaret e performance musicali.